# Henriette L'Hardy
Henriette Marie Françoise L’Hardy (Auvernier, 9 december 1768 – aldaar, 27 januari 1808) was de Zwitsers-Pruisische hofdame van gravin Sophie von Dönhoff, zelf hofdame en later echtgenote van koning Frederik Willem II van Pruisen. L’Hardy heeft geschreven en geschilderd.

## Levensloop

Auvernier, Zwitserland. Foto 19e eeuw

L’Hardy groeide op in Auvernier in het vorstendom Neuchâtel, een vorstendom in Pruisisch bezit. Zij was de oudste dochter van François Nicolas L’Hardy (1715-1788), een  officier in Franse dienst en Marie Henriette Rossel (1744-1821). 
Vanaf augustus 1791 was zij bevriend met Belle van Zuylen. Hun briefwisseling omvat meer dan 240 brieven. In haar brieven gaf Belle van Zuylen haar vaak als bijnaam 'Lucinde' naar de heldin uit de klucht 'Le Médecin malgré lui' van Molière. Ze werd beschreven door Belle van Zuylen als een vrouw met blond haar en blauwe ogen, met een stralende gelaatskleur, met mooie vlechten, die er niet uitziet dat ze kwaad kan doen, maar een edel, puur en kalm voorkomen heeft als de deugd zelve. Het deed haar denken aan de portretten van Anthony van Dyck en zijn tijdgenoten.
L’Hardy werd hofdame van Sophie von Dönhoff in het koninkrijk Pruisen, nadat Belle van Zuylen om advies was gevraagd en haar had aanbevolen. Ze leefde in Charlottenburg te Berlijn en in Sanssouci te Potsdam vanaf september 1791. Na een echtelijke ruzie tussen koning Frederik Willem II en zijn vrouw over nog een minnares in haar nabijheid en zijn politiek (Verklaring van Pillnitz), trok zij met L’Hardy naar het vorstendom Neuchâtel eind mei 1792, meer bepaald naar L'Hardy's geboorteplaats Auvernier. Gravin von Dönhoff had toen een zoon bij de koning, namelijk Friedrich Wilhelm die meegenomen werd. Op 16 juni 1792 bracht von Dönhoff een bezoek aan Belle van Zuylen in Colombier, waarna beiden gingen corresponderen. In januari 1793 beviel gravin von Dönhoff van haar tweede kind van de koning, Julie von Brandenburg in Neuchâtel. L’Hardy vergezelde de gravin en haar twee kinderen naar Baar in het kanton Zug van april tot eind september 1793. Daarna keerden von Dönhoff en haar twee kinderen terug naar Pruisen in de hoop op een verzoening met de koning. Eenmaal gevestigd in Angermünde vroeg ze aan L’Hardy om bij haar opnieuw gezelschapsdame te worden augustus 1794. Na een jaar verblijf keerde L'Hardy terug naar Auvernier omdat de Duitse omgeving daar haar verveelde. 
Oktober 1797, na het overlijden van de koning, vroeg de gravin von Dönhoff in een brief aan Belle van Zuylen of L'Hardy voor de derde keer haar gezelschapsdame wilde worden. Belle van Zuylen regelde dat het de 39-jarige Louise-Marguerite Michel werd.
In 1799-1800 werkte L’Hardy als copiïste van werken van Belle van Zuylen.
L’Hardy schreef in 1801 haar memoires over het hofleven in Pruisen met medewerking van Belle van Zuylen onder de titel Mes souvenirs sur Berlin, Potsdam et Sanssouci.
Na een bezoek aan het kuuroord in Plombières-les-Bains met een ziek familielid in september 1803 trof ze gravin von Dönhoff thuis aan die bleef logeren tot begin 1804. De gravin bezocht toen ook Colombier verschillende malen. Voor haar vermaak ging ze naar Neuchâtel om te dansen.
Samen met Therese Forster stond L’Hardy van Zuylen bij aan haar sterfbed in 1805. Zij erfde de brieven en manuscripten van van Zuylen. Charles-Emmanuel de Charrière schonk haar daarna als dank zijn kleine wijngaard. Hij deed haar ook een aanzoek, waar zijn zus Louise het mee eens was. De verloofde van L'Hardy legde hem echter de situatie uit, waar hij zich bij neerlegde.
Op 16 september 1806 huwde L’Hardy met Louis Henri Eusèbe Gaullieur, een historicus. L’Hardy stierf kort na de geboorte van haar zoon Eusèbe-Henri Gaullieur, die later ook historicus werd, op 39-jarige leeftijd.
Een zelfportret van L’Hardy is bewaard gebleven. Het is in privé-bezit. Naargelang de bron gaat het om een pastel dan wel om een olieverf op doek schilderij.